# Ortobicupola triangolare
In geometria solida, l'ortobicupola triangolare è un poliedro con 14 facce che può essere costruito, come intuibile dal suo nome, unendo due cupole triangolari per la loro base esagonale.

## Caratteristiche
Se tutte le sue facce sono poligoni regolari, questo poliedro viene chiamato anche "anticuboattedro" o "disettaedro" e ha vertici su cui incidono sempre lo stesso numero di quadrati e di triangoli; un'ortobicupola triangolare siffatta è inoltre uno dei 92 solidi di Johnson, in particolare quello indicato come J27, ossia un poliedro strettamente convesso avente come facce dei poligoni regolari ma comunque non appartenente alla famiglia dei poliedri uniformi.
Per quanto riguarda i suoi 12 vertici, su ognuno di essi incidono due facce quadrate e due triangolari.

## Formule
Considerando un'ortobicupola triangolare avente come facce dei poligoni regolari aventi lato di lunghezza {\displaystyle a}, le formule per il calcolo del volume {\displaystyle V}, della superficie {\displaystyle A} e dell'altezza {\displaystyle h} risultano essere:
{\displaystyle V={\frac {5{\sqrt {2}}}{3}}a^{3}\approx 2,35702\ldots a^{3};}
{\displaystyle A=2(3+{\sqrt {3}})a^{2}\approx 9,4641\ldots a^{2};}
{\displaystyle h={\frac {\sqrt {3}}{2}}a\approx 0,8660254\ldots a.}
Il suo circumraggio ha invece lo stesso valore di {\displaystyle a}.

## Poliedro duale
Il poliedro duale dell'ortobicupola triangolare è un dodecaedro trapezo-rombico, ossia un poliedro simile a rombidodecaedro e avente un totale di 12 facce: 6 rombiche e 6 trapezoidali.

## Poliedri e tassellature dello spazio correlati

### Relazione con il cubottaedro
L'ortobicupola triangolare ricorda dall'aspetto un cubottaedro, il quale, utilizzando la nomenclatura dei solidi di Johnson può essere chiamato "girobicupola triangolare"; la differenza sta nel fatto che nel caso dell'ortobicupola le due cupole triangolari sono unite in modo tale che gli spingoli che vengono a combaciare appartengono a facce della stessa forma, mentre nel caso del cubottaedro essi appartengono a un triangolo nella prima cupola e a un quadrato nella seconda. Data un'ortobicupola triangolare, la rotazione di 60° di una delle cupole che la compongono genera un cubottaedro; da cui il nome di "anticubottaedro" con cui talvolta in letteratura si indica l'ortobicupola triangolare.

### Tassellature spaziali
L'ortobicupola triangolare può formare una tassellatura dello spazio completa se utilizzata assieme a piramidi quadrate.